# Kiriyama Family
 (octobre 2023).
Kiriyama Family est un groupe islandais d'electropop, originaire de Reykjavik.

## Histoire
Il est formé en 2008 à Reykjavik. Son nom vient du roman Battle Royale de l'écrivain japonais Kōshun Takami. En 2012, le groupe sort son premier album, homonyme. La chanteuse Hulda Kristín (anciennement dans le groupe Aragrúi) rejoint le groupe en 2014. Les chansons du groupe se hissent en tête des charts de stations de radio islandaises.  En 2017, ils sortent leur deuxième album, Waiting for.... 
Le groupe a déjà joué localement dans des festivals comme le Secret Solstice.

## Membres
- Basse Ólafsson — batterie
- Bjarni Ævar Árnason — clavier
- Guðmundur Geir Jónsson — guitare, basse, claviers
- Hulda Kristín Kolbrúnardóttir — composition
- Karl Magnús Bjarnarson — chant, guitare, basse, claviers
- Víðir Björnsson — guitare, basse, clavier

## Discographie
- 2012 : Kiriyama Family
- 2017 : Waiting for...
- 2024 : ...Lp3